# Bill Paxton
William "Bill" Paxton,  född 17 maj 1955 i Fort Worth i Texas, död 25 februari 2017 i Los Angeles i Kalifornien, var en amerikansk skådespelare och regissör.
Bill Paxton är känd från filmer som Aliens – Återkomsten (1986), Apollo 13 (1995), Twister (1996) och Titanic (1997), studerade vid New Yorks universitet, och vann priset Saturn Award för bästa manliga biroll i Aliens. Han spelade också huvudrollen som polygamisten Bill Henrickson i den amerikanska HBO-serien Big Love. Han syntes även i Limp Bizkits musikvideo "Eat You Alive". Paxton avled plötsligt i komplikationer under en hjärtoperation.

## Filmografi (urval)
- 1984 – Terminator
- 1986 – Aliens - Återkomsten
- 1990 – Brain Dead
- 1990 – Rovdjuret 2
- 1993 – Boxing Helena
- 1993 – Röster från andra sidan graven (TV-serie) (avsnittet "People Who Live in Brass Hearses")
- 1993 – Tombstone
- 1994 – Frank & Jesse
- 1994 – True Lies
- 1995 – The last supper
- 1995 – Apollo 13
- 1996 – Twister
- 1997 – Titanic
- 1998 – Joe - jättegorillan
- 1998 – En enkel plan
- 2000 – U-571
- 2000 – Vertical Limit
- 2004 – Club Dread
- 2004 – Thunderbirds
- 2006–2011 – Big Love (TV-serie)
- 2007 – The Good Lie
- 2011 – Haywire
- 2013 – 2 Guns
- 2013 – The Colony
- 2014 – Edge of Tomorrow
- 2014 – Million Dollar Arm
- 2014 – Nightcrawler
- 2015 – Texas Rising (TV-serie)
- 2016 – Term Life
- 2016 – Mean Dreams
- 2017 – Training Day (TV-serie)
- 2017 – The Circle